# バルサック
バルサック （Barsac、オック語:Barçac）は、フランス、アキテーヌ地域圏、ジロンド県のコミューン。

## 地理
ガロンヌ川左岸に位置し、シロン川がコミューン内を横切る。ボルドーの南東27kmに位置する。ランゴンの北西8.5kmに位置する。
主要道は県道D1113号線で、北のセロンから東のポデンサックとをつなぎ、ボルドーを越え、南西をランゴンを越えプレニャックへとつなぐ。2つの県道がこのD1113道路を起点としている。南と西へ向かうD118号線とD114号線である。ボルドー＝トゥールーズ間を走るA62へのアクセスで最も近いのはポデンサックの第二出口である。
まちにはフランス国鉄の鉄道駅であるバルサック駅があり、TERアキテーヌのボルドー＝セット路線が通じている。

## 歴史
バルザックは中世より管轄が拡大された王室憲兵隊の所在地であった。

## 人口統計
| 1962年 | 1968年 | 1975年 | 1982年 | 1990年 | 1999年 | 2006年 |
| ------ | ------ | ------ | ------ | ------ | ------ | ------ |
| 2347   | 2298   | 2019   | 2085   | 2058   | 1948   | 1959   |

参照元:1962年までEHESS1968年以降INSEE

## 経済
ワイン生産が盛ん。ソーテルヌAOC、バルザックAOCが有名。

## 姉妹都市
- ヴォルシュタイン、ドイツ